# Nicolas IV
Nicolas IV (Girolamo Masci), né le 30 septembre 1227 à Ascoli Piceno et mort le 4 avril 1292 à Rome, est le 191e pape de l'Église catholique. Il est pape de 1288 à 1292 et est le premier franciscain élu à cette fonction.

## Biographie
Girolamo Masci est élu à la suite d'un conclave qui dure 10 mois et 19 jours (donc le quatrième plus long de l'histoire). Né Jérôme d'Ascoli, ce franciscain avait été un étudiant de l'université de Pérouse, puis ministre général de son ordre.
Le 12 septembre 1288, il édicte la peine de mort pour les juifs qui, s'étant convertis au christianisme, retournent au judaïsme.
Il couronne Charles II d'Anjou en tant que roi de Sicile en 1289.
Il approuve le 12 août 1289, par la bulle Supra montem, les règles du Tiers-Ordre franciscain.
Il crée l’université de Montpellier le 26 octobre 1289 par la bulle Quia Sapientia, en faisant un studium generale, un centre d’enseignement de toutes les disciplines (médecine, droit, arts).

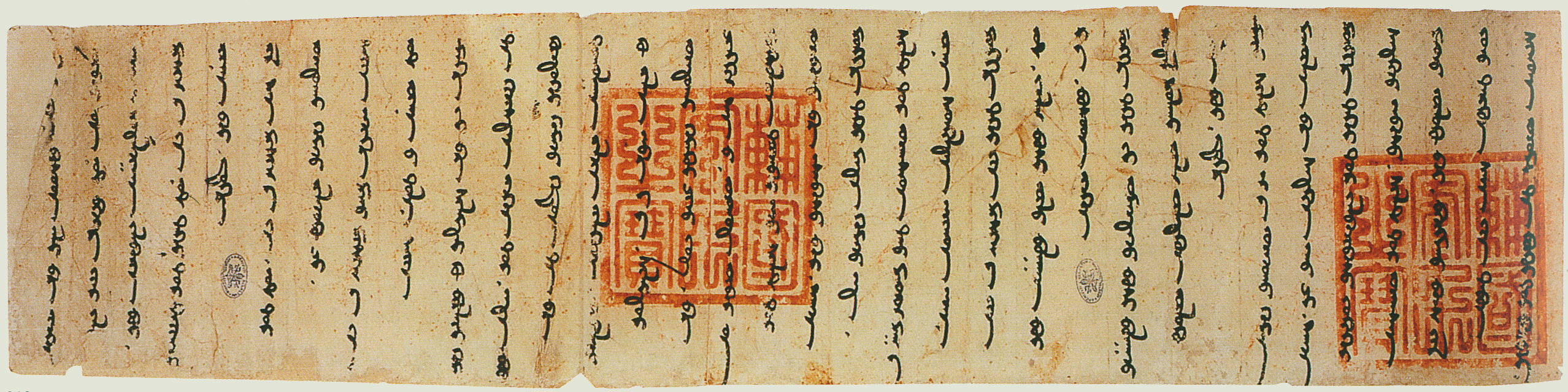
Lettre de demande d'alliance d'Arghoun à Nicolas IV, 14 mai 1290.

Arghoun, khan des Mongols ilkhanides gouvernant la Perse, fait une demande d'alliance en 1290 contre les Mamelouks. Cela fait suite à une demande d'alliance à Philippe IV le Bel en 1289, restée sans réponse. Cette dernière lettre est aujourd'hui conservée au Vatican.
Son pontificat dure quatre ans et un mois et demi.

## Écrits
- (la + fr) Nicolas IV (auteur) et Ernest Langlois (éditeur scientifique), Les registres de Nicolas IV : Recueil des bulles de ce pape, Ernest Thorin, 1886, 1301 p., lire en ligne sur Gallica

## Dans les arts

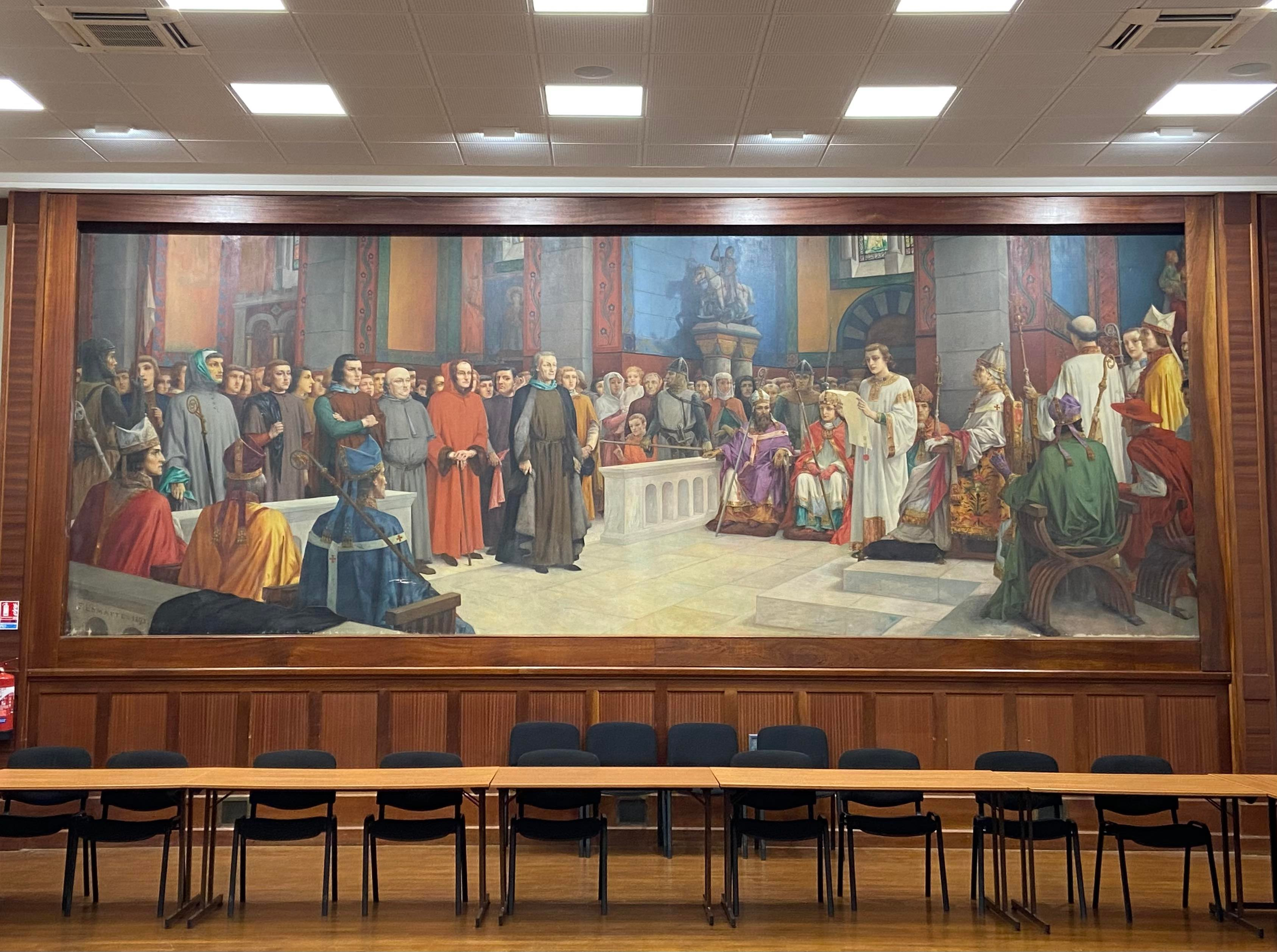
Fernand Lematte, Remise de la bulle Quia Sapienta

Fernand Lematte (1850-1929), Remise à l'évêque de Maguelone en 1289 de la bulle de Nicolas IV érigeant en Studium Generale les divers enseignements, 1893, huile sur toile, 300 × 805 cm, Montpellier, rectorat de l'académie de Montpellier.